# Jennifer Rodríguez
Jennifer Laritza Rodríguez Carvajal (* 18. November 1999) ist eine kolumbianische Leichtathletin, die sich auf den Hochsprung spezialisiert hat.

## Sportliche Laufbahn
Erste internationale Erfahrungen sammelte Jennifer Rodríguez im Jahr 2018, als sie bei den Südamerikaspielen in Cochabamba mit übersprungenen 1,80 m den fünften Platz belegte. 2021 siegte sie dann mit einer Höhe von 1,89 m bei den Südamerikameisterschaften in Guayaquil. Mitte Oktober siegte sie dann mit 1,80 m bei den U23-Südamerikameisterschaften ebendort und im Dezember siegte sie auch bei den erstmals ausgetragenen Panamerikanischen Juniorenspielen in Cali mit 1,90 m die Goldmedaille. Im Jahr darauf wurde sie bei den Ibero-Amerikanischen Meisterschaften in La Nucia mit 1,84 m Vierte und anschließend siegte sie mit derselben Höhe bei den Juegos Bolivarianos in Valledupar, ehe sie bei den Weltmeisterschaften in Eugene mit 1,75 m in der Qualifikationsrunde ausschied. Im Oktober belegte sie bei den Südamerikaspielen in Asunción mit 1,75 m den vierten Platz. 2023 gewann sie bei den Südamerikameisterschaften in São Paulo mit 1,78 m die Bronzemedaille hinter der Brasilianerin Valdiléia Martins und ihrer Landsfrau María Isabel Arboleda. Im November sicherte sie sich dann bei den Panamerikanischen Spielen in Santiago de Chile mit 1,84 m die Silbermedaille hinter der US-Amerikanerin Rachel McCoy. Im Jahr darauf belegte sie bei den Ibero-Amerikanischen Meisterschaften in Cuiabá mit 1,81 m den fünften Platz.
In den Jahren 2018 und 2021 wurde Rodríguez kolumbianische Meisterin im Hochsprung.